# برج تلویزیونی کاتانگا
برج تلویزیونی کاتانگا برجی است که در شهر جبال‌پور، واقع در ایالت مادیا پرادش کشور هندوستان قرار دارد. این برج ۲۲۵ متر ارتفاع دارد.